# Sarah Gries
Sarah Kim Gries (Siegburg, Duitsland, 3 maart 1990) is een Duits actrice, vooral bekend om haar rol in Die Wilden Kerle-films, waarvan er reeds vijf delen zijn verschenen. Hiervoor werd ze zowel door de audiovisuele als de filmindustrie genomineerd voor een Undine Award voor beste debutante.  
In Die Wilden Kerle 2 & 3 speelde Gries onder andere aan de zijde van Konrad Baumann en Jimi Blue Ochsenknecht. 

## Filmografie
- 2003: Die Wilden Kerle
- 2003: Geschichten aus der Nachkriegszeit (televisiefilm)
- 2005: Die Wilden Kerle 2
- 2006: Die Wilden Kerle 3
- 2006: Das hässliche Entlein & ich (stem)
- 2006: Nie mehr zweite Liga! (televisie)
- 2007: Die Wilden Kerle 4
- 2008: Die Wilden Kerle 5 - Hinter dem Horizont
- 2008: SOKO KÖLN (televisieserie)
- 2008: SOKO 5113 (televisieserie)
- 2009: Barfuß bis zum Hals (televisiefilm)

- 2011: Bermuda-Dreieck Nordsee (televisiefilm)
- 2016: Die wilden Kerle – Die Legende lebt!

## Synchronisatie
- 2006 Das hässliche Entlein und ich

## Prijzen
- 2004: Undine Award voor beste debutante.